# Rayol-Canadel-sur-Mer
Rayol-Canadel-sur-Mer is een gemeente in het Franse departement Var (regio Provence-Alpes-Côte d'Azur) en telt 508 inwoners (2005). De plaats maakt deel uit van het arrondissement Draguignan.

## Geografie
De oppervlakte van Rayol-Canadel-sur-Mer bedraagt 6,8 km², de bevolkingsdichtheid is 74,7 inwoners per km².
De onderstaande kaart toont de ligging van Rayol-Canadel-sur-Mer met de belangrijkste infrastructuur en aangrenzende gemeenten.

## Demografie
Onderstaande figuur toont het verloop van het inwonertal (bron: INSEE-tellingen).